# Spirobolellus baracoa
Spirobolellus baracoa är en mångfotingart som beskrevs av Pérez-Asso 1998. Spirobolellus baracoa ingår i släktet Spirobolellus och familjen slitsdubbelfotingar. Inga underarter finns listade i Catalogue of Life.